# Naturschutzgebiet Fernhagener Bach und Jubachtal

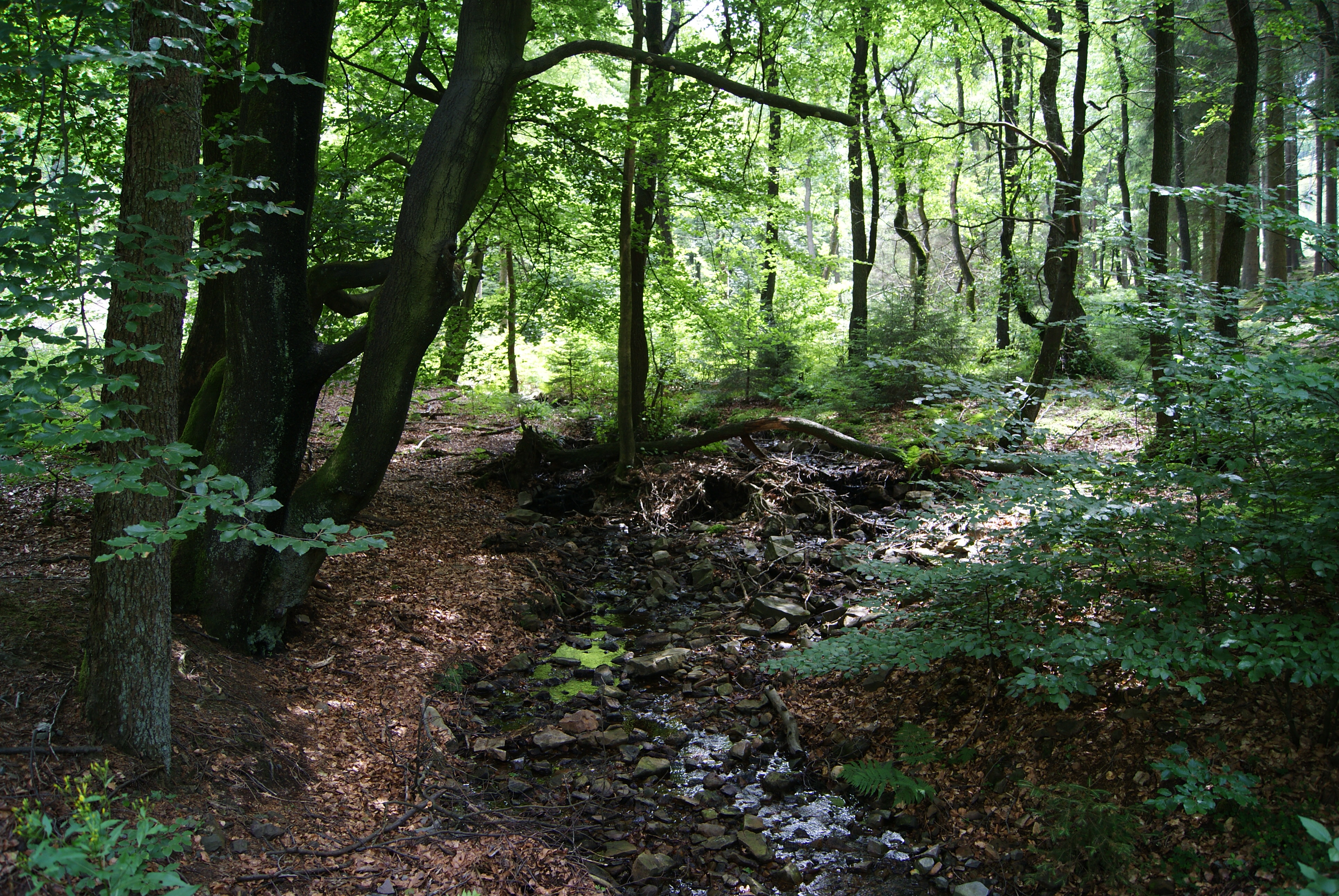
Jubach

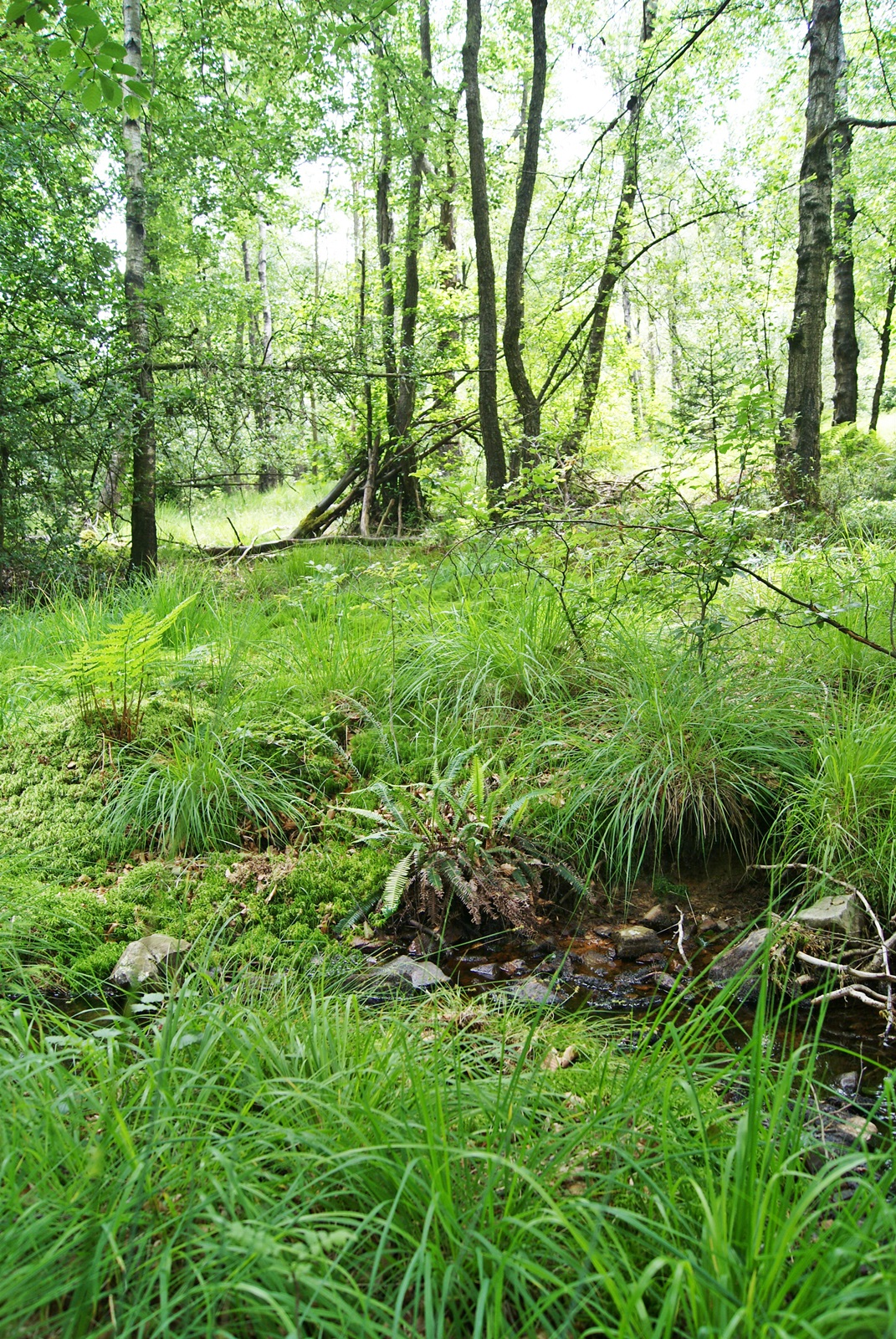
Bruchwald im Jubachtal

Das Naturschutzgebiet Fernhagener Bach und Jubachtal ist ein 56,88 ha großes Naturschutzgebiet (NSG) Östlich der Jubachtalsperre in der Gemeinde Kierspe im Märkischen Kreis in Nordrhein-Westfalen. Das NSG wurde 2003 vom Kreistag des Märkischen Kreises mit dem Landschaftsplan Nr. 7 Kierspe ausgewiesen. Das NSG beginnt am östlichen Ufer der Jubachtalsperre. Der NSG-Teil mit dem Fernhagener Bach geht bis zur Bundesautobahn 45. 

## Gebietsbeschreibung
Bei dem NSG handelt es sich um bewaldete Talbereiche des Fernhagener Baches und des Jubaches sowie angrenzende Hangmoor und Quellbereiche. Bei den Nasswäldern in den Tälern handelt es sich um Moorbirken-Bruchwald, Bach-Erlen-Eschenwald und Erlen-Sumpfwald. An den Hängen stockt Rotbuchenwald mit Quellmoorbereichen.

## Schutzzweck
Das Naturschutzgebiet wurde zur Erhaltung und Entwicklung eines zweier Talbereiche mit Wald, Quellen und Hangmooren und als Lebensraum gefährdeter Tier- und Pflanzenarten ausgewiesen. Wie bei anderen Naturschutzgebieten in Deutschland wurde in der Schutzausweisung darauf hingewiesen, dass das Gebiet „wegen der landschaftlichen Schönheit und Einzigartigkeit“ zum Naturschutzgebiet wurde.